# Koitjärve
Koitjärve (Duits: Koitjerw) is een spookdorp in de Estlandse gemeente Kuusalu, provincie Harjumaa. De plaats is al sinds 1952 niet meer bewoond, maar heeft nog steeds de status van dorp (Estisch: küla).

Koitjärve ligt aan de noordoever van de rivier Soodla, die hier de grens vormt tussen de gemeenten Kuusalu en Anija. De plaats ligt in het natuurreservaat Põhja-Kõrvemaa, waar de rivier (en de gemeentegrens) doorheen loopt. Het meer Koitjärv, waaraan Koitjärve zijn naam ontleent, ligt overigens aan de zuidkant van de rivier, tegenwoordig op het grondgebied van de plaats Pillapalu in de gemeente Anija.

## Geschiedenis
Koitjärve werd voor het eerst genoemd in 1518 onder de naam Coyttyerffe. Het gebied was toen een boerderij. In de jaren 1703-1733 hoorde het bij het landgoed van Maardu. In 1733 werd het opgekocht door de gemeente Tallinn. Tot in 1940 behoorde het tot de bezittingen van de gemeente. Tallinn liet het beheer van het gebied over aan een boswachter. Tussen 1903 en 1943 was dat Jüri Hansen, de broer van de schrijver Anton Hansen Tammsaare. De nederzetting telde in die tijd maar een handvol huizen.
In 1952 werd de hele nederzetting, inclusief het landhuis, afgebroken voor de aanleg van een militair oefenterrein voor het Rode Leger. Na het vertrek van het Rode Leger in het begin van de jaren negentig besloot Estland in 1997 van Koitjärve weer een apart dorp te maken. Het ligt echter wel op een andere plaats dan het historische Koitjärve, dat ten zuiden van de rivier Soodla lag, op het grondgebied van het huidige dorp Pillapalu. Het vroegere dorp Koonukõrve, ten noorden van de Soodla, hoort nu tot het grondgebied van Koitjärve. Ook Koonukõrve werd in 1952 ontruimd.

## Foto's

Het meer Augjärv bij Koitjärve
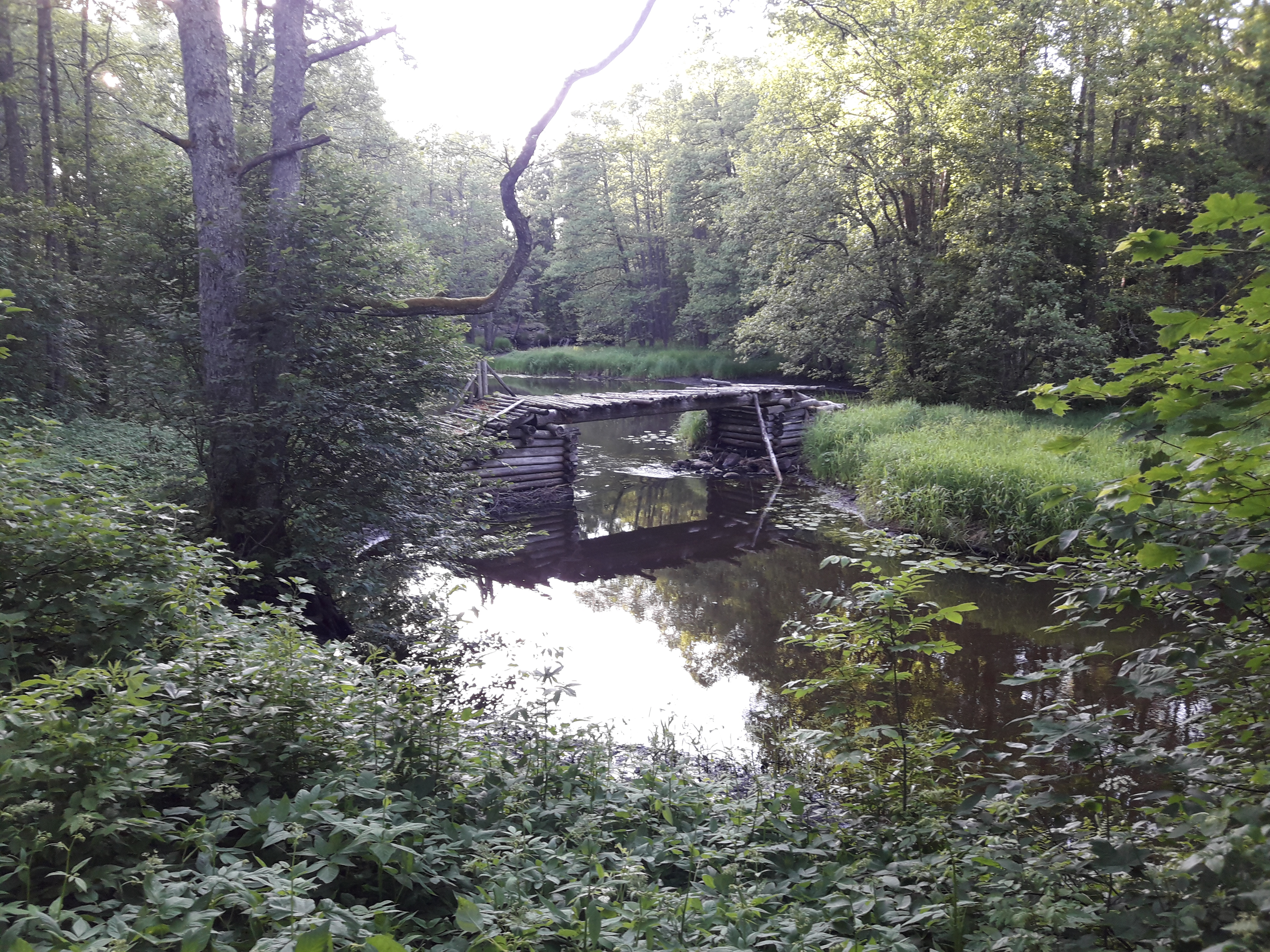
Brug over de Soodla
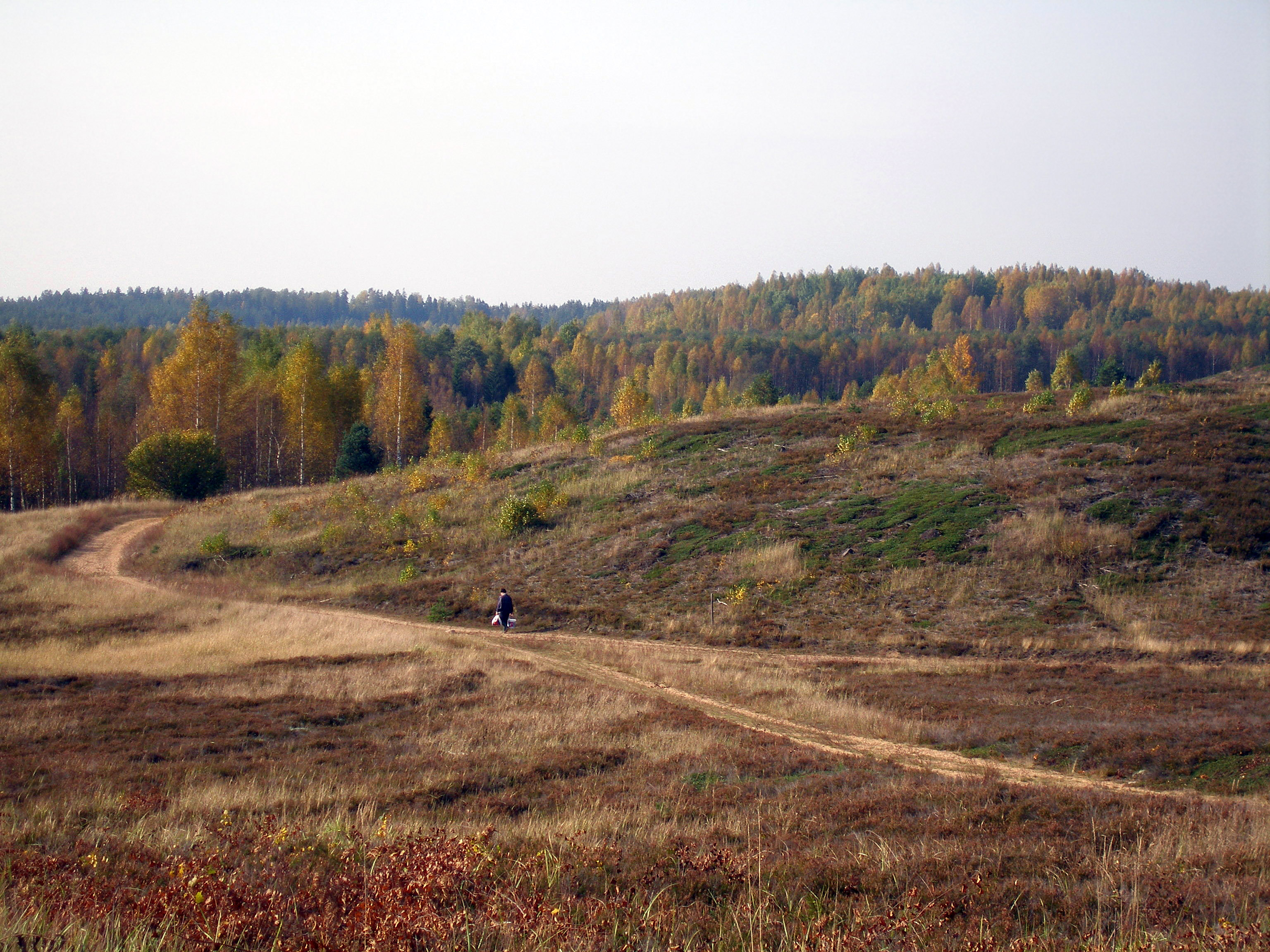
Heidelandschap bij Koitjärve
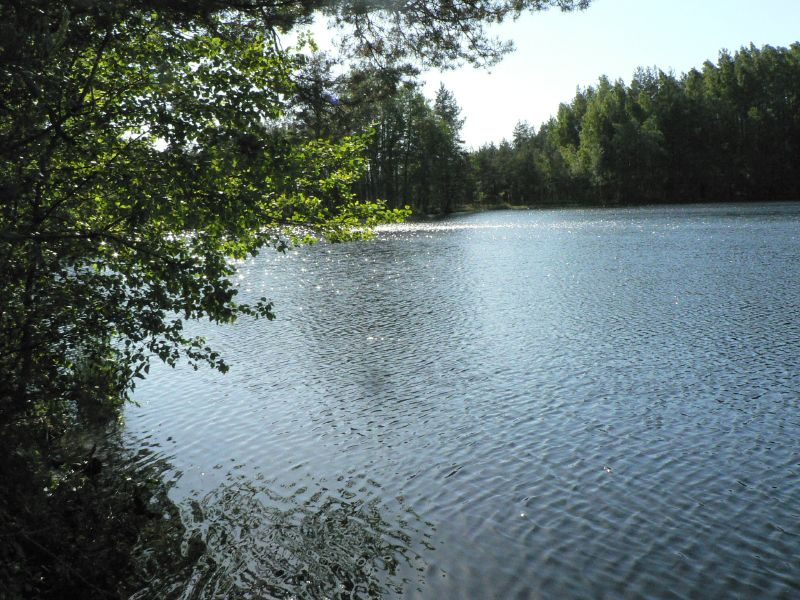
Het meer Jussi Kõverjärv
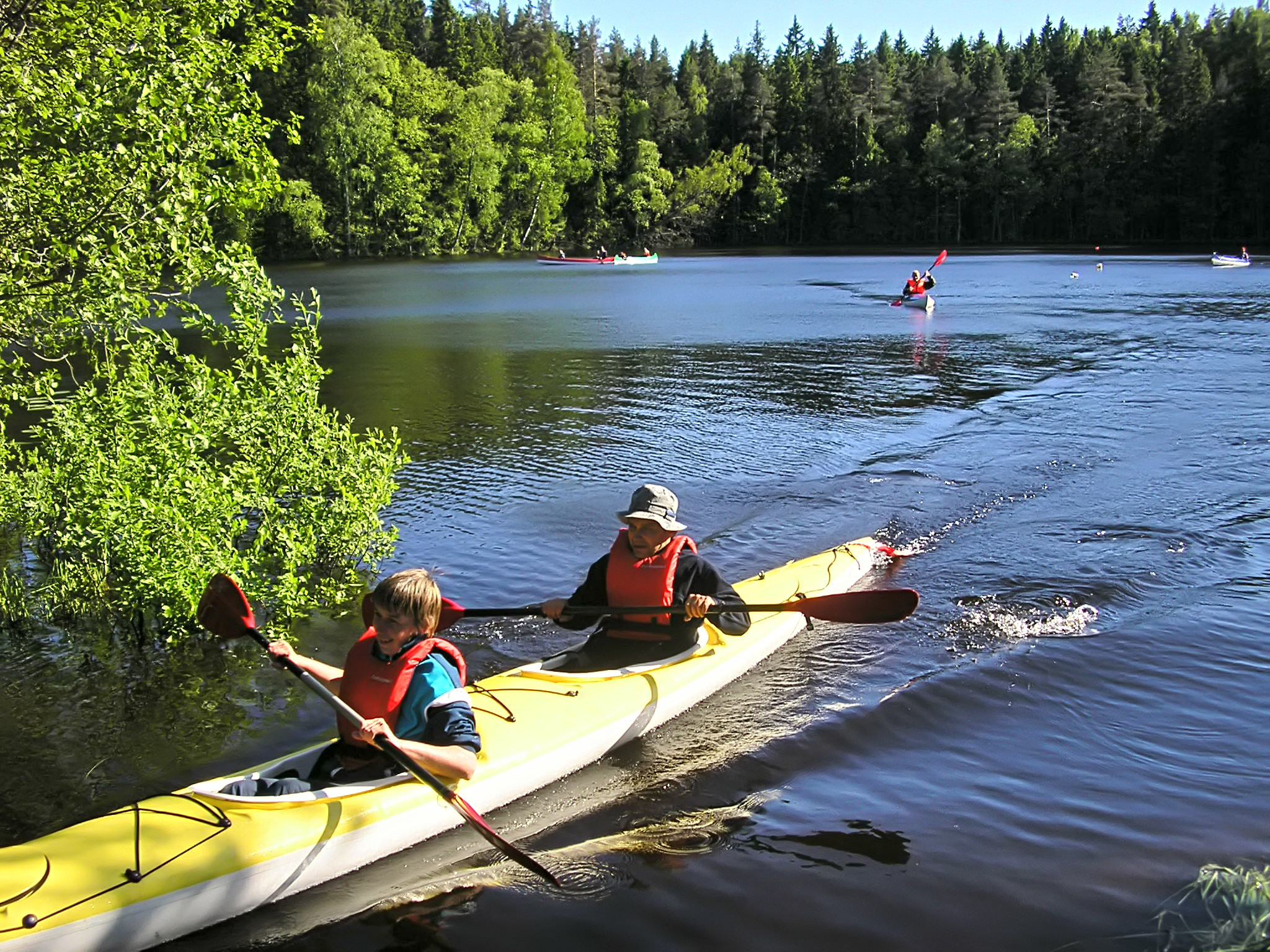
Kanovaren op het meer Pärnjärv
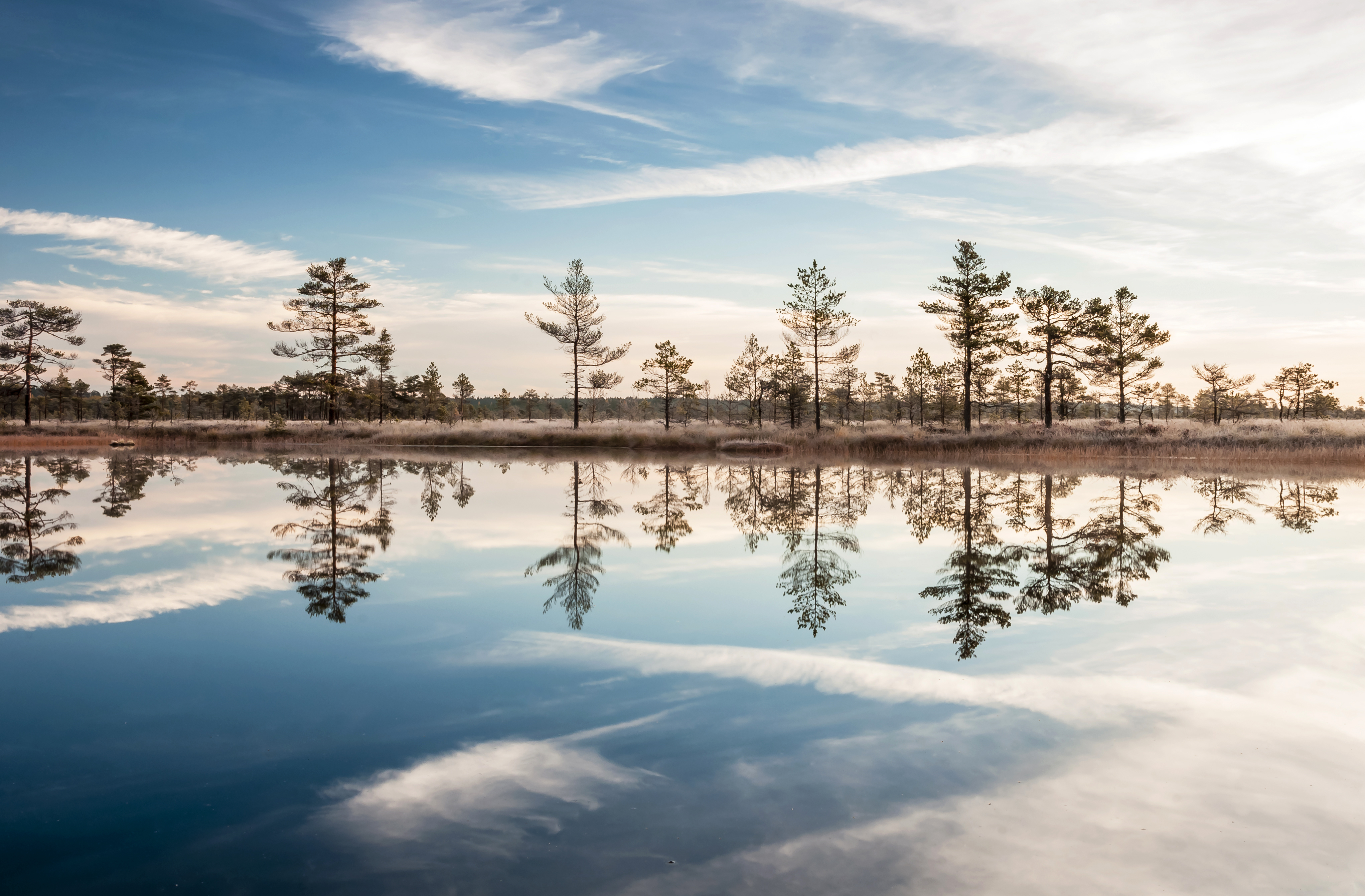
Moerasgebied bij Koitjärve
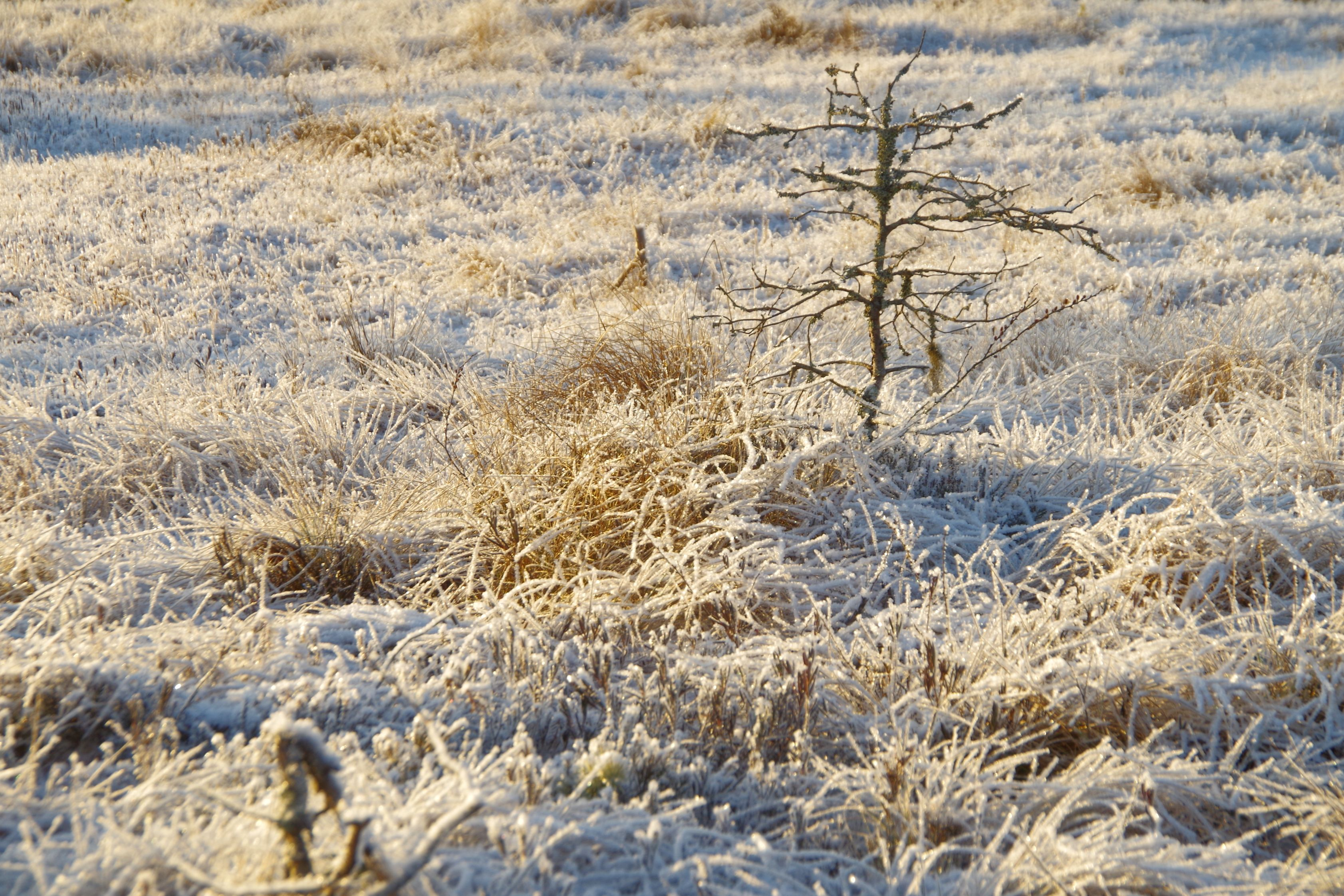
Het moeras in de winter
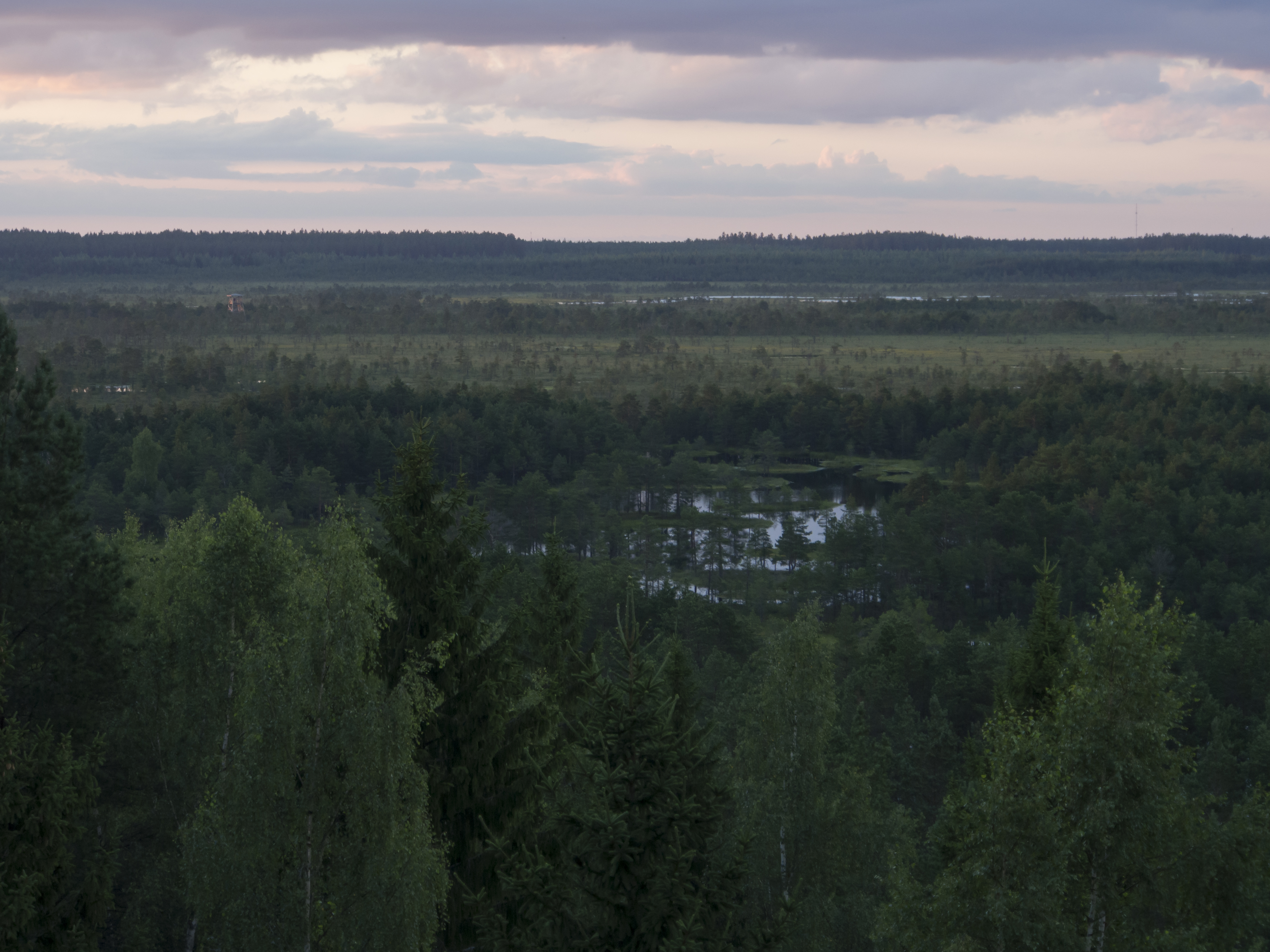
Het meer Paukjärv
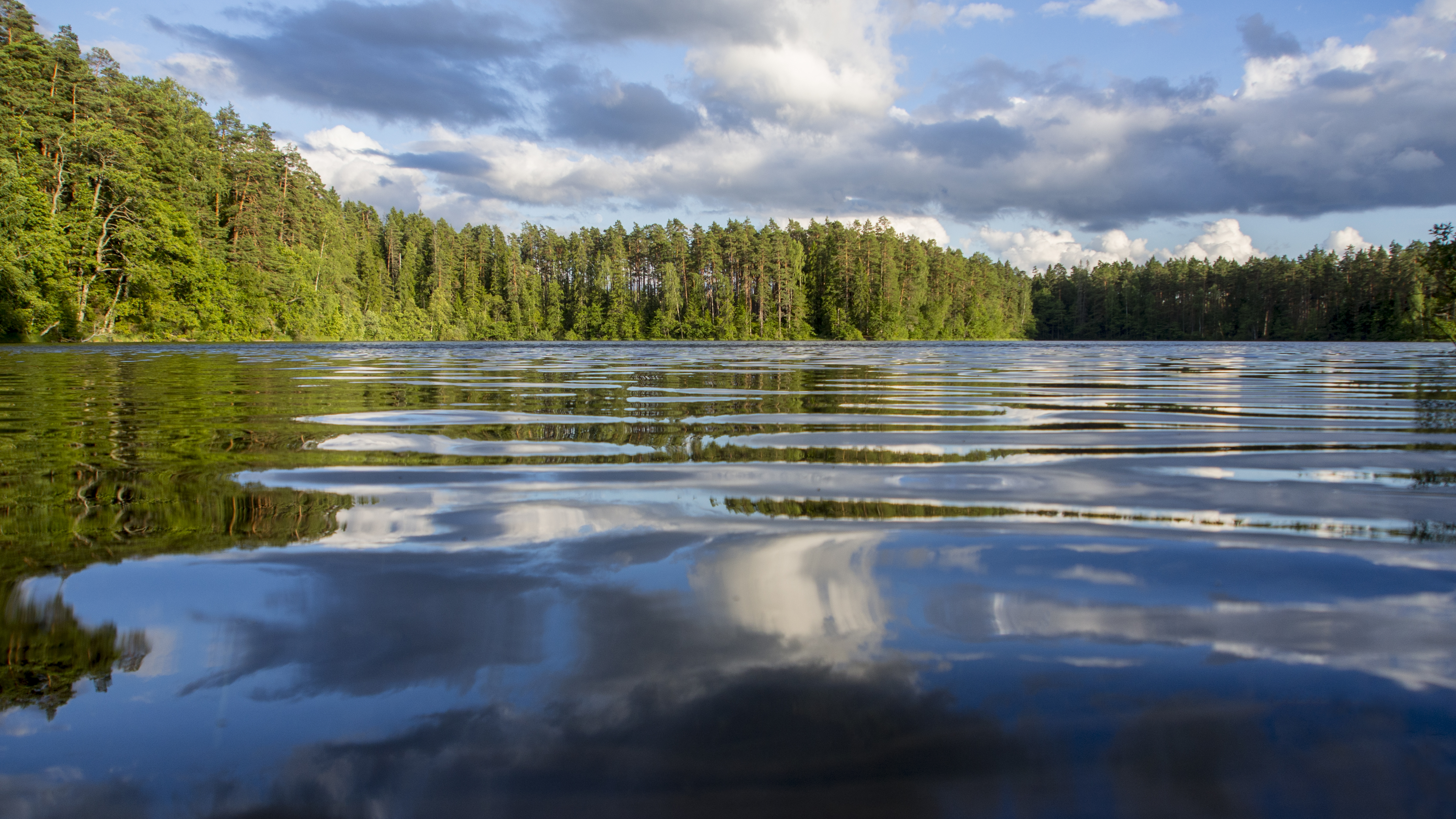
Het meer Paukjärv